# Sanche Ier de Castille
Pour les articles homonymes, voir Sanche Ier et Sanche de Castille.
Sanche Ier Garciez, (mort le 5 février 1017) comte de Castille et d’Alava de 995 à 1017, fut le fils de García Ier Fernandez, comte  de Castille et d’Alba de Ribagorza.

## Règne
Sanche Garcia négocie dès son avènement une trêve avec Almanzor  puis en 1003 avec son successeur Abd al-Malik al-Muzaffar par lesquelles il s'engage à soutenir leurs guerres de conquête  contre le royaume de Léon et le comté de Barcelone. Toutefois dès que la puissance militaire du Califat montre des signes de faiblesse il aide les Berbères  qui en 1009 attaquent Cordou et se font attribuer des provinces dans d'Al-Andalus puis en 1010 les slaves qui appuyés  par le comte de Barcelone se révoltent à leur tour. Sanche Ier sans rompre formellement avec le royaume de Léon gouverne son comté comme un état indépendant. Une politique de chartes qui lui vaut le surnom de « comte des bons fueros » lui permet de consolider la Castille. Ils donnent par ailleurs comme époux à ses filles cadettes les héritiers du royaume de Léon et du comté de Barcelone et marie sa fille aînée Mayor au roi Sanche III de Navarre.

## Union et postérité
Sanche Ier de Castille épousa en 994 Urraca de Salvador de Castille (†1025). De cette union naquirent :
- Ferdinand de Castille ;
- Munia Mayor de Castille (995-1067) ;
- Trigida de Castille, elle entra dans les ordres et fut abbesse ;
- Béatrice de Castille (†1026), en 1021 elle épousa Bérenger-Raymond Ier de Barcelone ;
- García II de Castille ;
- Semena de Castille, en 1028 elle épousa Bermude III de Leon.